# Eolith
Eolith Co., Ltd. (coréen : 이오리스) était une entreprise de développement de jeux vidéo sud-coréenne créée en 1996 et disparue en 2005 qui a principalement réalisé des jeux d'arcade.

## Description
Eolith a été fondé en 1996. L'entreprise a développé The King of Fighters 2001 et The King of Fighters 2002 après la faillite de SNK, ainsi que Double Dragon EX sur téléphone mobile. Leur dernière réalisation est Chaos Breaker, sur système d'arcade Taito Type X.
Eolith possède toujours les droits sur les personnages créés dans The King of Fighters 2001 comme Angel et May Lee.
Eolith a notamment créé un système d'arcade pour accueillir ses jeux : le Gradation 2D System.

## Liste de jeux

### Arcade
- Screaming Hunter (1996)
- Grand Prix Derby (1997)
- Ksana (1997)
- Hidden Catch (1998)
- Iron Fortress (1998)
- Linky Pipe (1998)
- Puzzle King: Dance & Puzzle (1998)
- Raccoon World (1998)
- Candy Candy (1999)
- Hidden Catch 2 (1999)
- Hidden Catch 2000 (1999)
- KlonDike+ (1999)
- Land Breaker (1999)
- Music Station (1999)
- New Hidden Catch (New Hidden Catch ’98, 1999)
- Penfan Girls: Step1. Mild Mind  (Ribbon: Step1. Mild Mind, (1999)
- Hidden Catch 3 (2000)
- Steal See (2000 Moov Generation)
- Fortress 2 Blue Arcade (2001)
- Hidden Catch 3 Plus (2001)
- The King of Fighters 2001 (2001 SNK)
- Crazy War (2002)
- The King of Fighters 2002 (2002 Playmore)
- Crazy Arcade (2003 Nexon)
- Burning Striker (2003)
- Hidden Catch Movie (2003)
- Hidden Catch Movie: Wonderful Days[3] (2003)
- Chaos Breaker (2004 Eolith / Taito (entreprise))
- Snow Fighter (2004[4] Cenozoic Entertainment)
- X-Monster[5] (2004)

### Jeu de rachat
- Dance Machine 18 (2000)
- Hide and Seek[6] (2001)
- Mugunghwa Kkot-i Pieosseumnida[7] (The Roses of Sharon Have Blossomed 2001)
- Dream Shoot[8] (2002)
- El Dorado (2002)
- Rolling Blues[9] (2002)
- Shooting Master (2002)[10]
- Alice in Cardland[11] (2003)

### Téléphone mobile
- Double Dragon EX (2005)
- The King of Fighters Mobile: Part 1 & 2
- Samurai Shodown Mobile